# هانس پتر بوراس
هانس پتر بوراس (انگلیسی: Hans Petter Buraas؛ زادهٔ ۲۰ مارس ۱۹۷۵) اسکی‌باز آلپاین اهل نروژ بود.
وی در مسابقات کشوری و بین‌المللی در مجموع برندهٔ ۱ مدال طلا شده‌است.